# Moldova Suverană
Moldova Suverană (česky: Suverénní Moldavsko) je oficiální deník vlády Moldavské republiky. Vychází v moldavském (respektive rumunském) jazyce. Deník vznikl roku 1994 na základě oficiálních tiskovin Moldavské SSR Молдова сочиалистэ (moldavsky latinkou: Moldova socialistă, česky: Socialistická Moldávie) a Советская Молдавия (česky: Sovětská Moldávie). Redakce sídlí v Kišiněvě.